# Gulgumpad siska
Gulgumpad siska (Crithagra xanthopygia) är en fågel i familjen finkar inom ordningen tättingar.

## Utseende och läte
Gulgumpad siska är en mycket enfärgad gråbrun fink med vit strupe och gul övergump som är tydlig i flykten. Den liknar törnsiskan, men är svagare tecknad i ansiktet och vanligen i mindre utsträckning streckad undertill. Fågeln skiljs från vitgumpad siska genom den gula övergumpen och vitare strupe. Gulstrupig siska och kragsiska har båda gult på strupen, ej vitt. Sången består av en konstant ström av melodiska drillar och visslingar.

## Utbredning och systematik
Gulgumpad siska förekommer på savann i Eritrea och norra Etiopien. Den behandlas som monotypisk, det vill säga att den inte delas in i några underarter.

### Släktestillhörighet
Tidigare placerades den i släktet Serinus men DNA-studier visar att den liksom ett stort antal afrikanska arter endast är avlägset släkt med t.ex. gulhämpling (S. serinus).

## Levnadssätt
Gulgumpad siska hittas lokalt i savann, öppna skogsområden och jordbruksmarker. Den ses vanligen i små flockar.

## Status
Arten har ett stort utbredningsområde och beståndet anses stabilt. Internationella naturvårdsunionen IUCN listar den därför som livskraftig (LC).